# マシンX
マシンX（マシンエックス）とは、テレビドラマ・『西部警察』に登場した劇用車である。

## 車両解説
52種類の特殊装置を搭載している特殊警察車両。出動の際は“エンジン音”-“暗闇に光り出すパトランプ”-“サイレン音”（当時一般的だったファンファン音ではなく「ポーピーポーピー」というフランス式）-ガレージオープンという順で現れる。エンジン始動手順は“キルスイッチ（ボンネットと車内の2か所）”-“マスターキー（キーシリンダー）”-“イグニッションスイッチ”の順にONにし、最後にスターターボタンでエンジン始動という、レーシングカー同様の複雑な方法となっている。
ナンバーは品川58 い 97-35（登場時の一部の映像では多摩58 ね 97-35となっており、『PART-III』の第47話では犯人により付け替えられ品川58 と 41-52となっている）だが、『PART-II』では品川57 た 97-35となっていることがある。
なお、劇中の走行音に関しては別に録音された排気音が当てられており、実車の排気音とは大きく異なっている。

### 諸元[1]
- 乗車定員：1名
  - 助手席部分にはマイクロコンピューターなどの機器が設置されており、座席は存在しない。
  - 4点式ロールケージ設置のために取り外された後部座席のスペースに人を乗せることもあった。
- 車体色：ブラック（側窓付近にゴールドのストライプ）
- 内装色：ベージュ
- ホイール：イタリア・カンパニョーロ製マグネシウムホイール（ゴールドに塗装）
- シート：ドイツ・RECARO製バケットシート
- シートベルト：イギリス・ブリタックス製4点式[2]
- ステアリング・ホイール：イタリア・ナルディ製

### 主な特殊装置[1]
52種類の特殊装置を謳っているが、捜査用の装置が52種類という訳ではなく、スピードメーターやタイヤ空気圧計、電圧計など走行用として改造・設置された装置も含まれる。また装置の一部は、形を変えるなどして実際の警察車両などでも実用化されている。
- マイクロコンピューター
  - 警視庁のデータベースとリンクしている。各種計算も行える。
  - 西部署内の専用端末ともリンクしており、端末で検索されたデータを受信し車内で閲覧することも出来る。
- 車載モニター
  - マイクロコンピューターと連動して、前科者リストの検索・閲覧などが可能。
  - 現代でのカーナビゲーションシステムにあたる機能も搭載。
- 特殊無線機
  - 警察無線は勿論、船舶無線や航空無線も傍受出来る。取り付けられているのはトリオ（現・ケンウッド）のTS-120。
- サーチライト
  - 助手席ドア内側に設置されており、窓を開け手動で外に倒して使用する。
  - 上下左右可動式。シフトノブの後ろの操作盤で操作。
- リモコン式スチルカメラ（ニコン製[2]）
  - 採証用。ロールケージに取り付け。検挙に直結する証拠が記録される。
  - PART-I終盤以降は取り外されている。また、後述するPART-III第47話では、犯人・尾崎によってVTRカメラに交換された。
- レーダー・スピード感知器
  - フロントグリルの進行方向右側に設置。
- 特殊発信ペイント弾発射銃
  - カラーボールに電波発信機能を追加させたもの。特殊塗料から発信された電波は車内のモニターで確認出来るが、アルミで囲われた空間に入ると電波が受信できなくなる（PART-Ⅰ第45話）。
  - フロントグリルの進行方向左側に上下左右可動式のインパクトトレーサーを装備。車内のシフトノブ先端の赤い発射ボタンを押してカラーボールを発射させる。
  - 2002年に設立された和歌山県警暴走族対策室「黒豹隊」の特殊バイク「銀虎」（ホンダ・ホーネット）で実用化された（電波発信機能はなく、後日摘発するための証拠として利用）。
- 自動車電話
- 燃料タンク増設
  - トランク内に150 L分のタンクを装備。
- メーターコンソール増設
  - タコメーターや240 km/h対応速度計、電圧計など。
- 遠隔操作式自爆装置
  - 起爆スイッチは木暮課長が管理しており、課長室の机の中に設置されている。

## 劇中での扱い
本車両は『PART-I』第45話「大激走!スーパーマシン」を初出とする。
西部署管内で、銀行強盗を襲撃して現金を強奪するという事件が多発。犯人はA級ライセンス保持者であることに加え、違法なチューンを施したアメリカ車のマーキュリー・クーガーを使用していたため、大門軍団の覆面車では追いつくことができなかった。谷刑事の指示により3台の覆面車（日産・セドリック）で挟み撃ちしようとするが、運転に自信のある桐生刑事が独断行動に出て民間人をはねるという不祥事が発生してしまう。この事がきっかけで、木暮課長は日産にマシンXの納車を前倒しさせる。そして、大門軍団は納車されたマシンXの特殊装置をフル活用し、犯人を追い込んだ。
以降のエピソードでは大門団長が運転している事が多かったものの、大門不在時には主に桐生刑事(45話、51話、61話、63話、64話、71話)、松田刑事(46話、64話、75話、88話、111話)、北条刑事(58話、69話、113話、「PART-Ⅲ」47話)のうちの誰かが運転していた。この4人以外が運転した例としては、『PART-I』53話「特ダネの罠」114話「FBI・指名手配!」（源田刑事）および93話「氷点下の激闘」（平尾刑事）や『PART-II』第10話（沖田刑事）などがある。
『PART-II』第14話まで活躍し、後継のスーパーZ・マシンRSが登場してからは、コンピュータの回線は全てオフにされた状態で警視庁特殊車両課のガレージに保管されていた。
その後、『PART-III』第47話『戦士よさらば』で再び登場。かつて北条刑事に逮捕された事を逆恨みしている犯人に盗まれてしまい、逃走の過程でひき逃げ事件を起こす（ただし、回想シーンではpart1の時期に当たるものの役者がpart1の時と一致しない）。大門軍団が捜査を進める中、無線操縦による自動運転車に改造されていた上、車内に時限爆弾を搭載されていたことが判明する。その後、大門と鳩村刑事により犯人は逮捕されたものの、時限爆弾の解除には間に合わず、最終的に爆発・炎上した（ただし、このシーンに使用された車輛は影武者、後述）。
先述の通り、マシンXは2代目大門団長専用車スーパーZ及びRSと入れ替わりで登場しなくなった為、本話はシリーズで唯一、マシンXとスーパーZ、RS軍団が共演している。

## パトランプの位置
マシンXのパトランプは基本的には助手席側の機械の上に設置されており、そのまま車内で点灯される。ただし日産ギャラリーで行われたお披露目式や登場初期のエピソードでは他の覆面パトカー同様に運転者が屋根に乗せる形で運転席寄りの屋根上に設置されており、一部のプラモデルやミニチュアカーではその姿形で商品化されているものもある。放送当時に青島文化教材社から発売されていたプラモデルでは、実際には行われていない助手席寄りの屋根上に設置された形（助手席のないマシンXでは停車中に車外からでないと脱着ができない位置）でパッケージイラストや組み立て説明書に描かれていた。
固定ではないため消灯状態でも存在が見えてしまうことが不都合な場合にはここからも取り外し見えない位置に置かれたこともある。
車内設置により、緊急走行のシーンでは大門のサングラスに赤い光が映りこむ印象的な絵作りが可能になったが、夜間では車内でパトランプが点灯していると非常に眩しく、夜間のシーンでも車内で点灯させることが原則であるものの（『PART-I』第69話や『PART-III』第47話など）、運転に支障をきたすために屋根に設置されたこともある（『PART-I』第45話）。

## 導入までの経緯
本車両は、石原プロがスポンサーである日産自動車に依頼して開発させた。
当時の日産自動車はオーダーメイド車両の経験がなかったため、日産プリンス自動車販売の「特車課」に発注した。
「特車課」の一員として、本車両の開発に携わった福田正健は、石原プロ側から「とにかく派手なことをやりたい」という注文があったと、くるまのニュースの山本シンヤとの対談の中で振り返っている。
福田は、石原プロ側から具体的な指示がなかったため、シーンに合わせた装備や実現の手段を考えながら具体化していったと話していた。
多機能かつ高性能な車両であることを印象付けるために、画面映えには特にこだわる方針が取られた。たとえば「最高速240㎞/h」という設定を表現するため、インパネにスピードメーターとは別のメーターを用意し、スピードメーターのギア比を倍にして100km/hの時に200km/hと表示させたうえで、タコメーターを連動させるなどの演出が取られた。

## 現存するマシンX
劇中設定上の台数は1台であるが、撮影用に製作された車両が複数あり、それぞれグレードが異なる。
『PART-II』以降のエンディング映像にて、ガゼールとサファリの後方にマシンXらしき車両が2台並んで走行しているのが確認できることを一例として（※画面左側を走行しているのがメイン車両で、ナンバーが97-35になっている。右側はおそらく予備車両の内の一台）、一説にはスタント用、撮影用など7台が制作され、『PART-III』における爆破シーンでは、状態の悪い同型車（ダッシュボードの形状等からC210前期型と推定）の外装をマシンX風に仕立てたダミーカーが使用されたと言われる。また、ダミーカーの中にはノーマルのスカイラインを使ってダッシュボードにパトランプを載せただけの車両も存在する。映像などで確認できるシート形状から、グレードはターボGT-E•Sと推察される（PART-I 47話）。
実際の撮影用車輌については、番組終了後の1984年（昭和59年）11月29日に広島市中区紙屋町のサンモール屋上にて催行された『さよなら西部警察フェア』に出展されたが、その後公の場に現れることはなかったため、現存するか否か真相は不明とされてきた。
しかし2014（平成26年）5月、複数台用意されたマシンXのうち、日産自動車によって納入されたメイン車輌（グレードはターボGT-Eだが、途中からリアのエンブレムがGT-EXに変更された）が都内に現存していたことが明らかとなり、レストア中の姿が写真集（『西部警察LEGEND9』青志社）に掲載された。メイン車輌は、『PART-I』第70話付近より運転席側ドアのストライプが欠け、フロントガラスに車検ステッカーがないことが映像で確認されるが、こうした特徴も現車と一致する。レストアを手掛けた業者によると、撮影終了後20年以上石原プロモーションの倉庫にカバーをかけて保管されており、東日本大震災後の倉庫整理の際、かねて石原プロと親交のあった当該業者に委譲され、ファンの後押しもあってレストアの実現に至ったという。
その後『西部警察LEGEND10』では、一応は走行可能な状態までレストアが進んでおり、『西部警察LEGEND12』で「レストア完了」と報告された。一部の装備品は、当時撮影に使われていたものが撤去や盗難に遭い現存しないため、同型のものを新たに探し出して装着している。
2016年（平成28年）1月9日～1月11日には、東京都調布市で開催された「石原裕次郎展」に出展され、約30年ぶりに公の場に姿を見せた。その後、車検が通りナンバー（希望ナンバー）を取得すると共に、高速道路での自走に備えてETC車載器が追加された。
その他、長野県岡谷市のプリンス&スカイラインミュウジアムに展示された車輌をはじめとして、レプリカも多数制作されている。